# Stictoleptura cordigera
Stictoleptura cordigera — жук из семейства усачей и подсемейства Усачики.

## Описание
Жук длиной от 14 до 20 мм. Время лёта взрослого жука с апреля по июнь.

## Распространение
Распространён в Южной Европе, Турции, на Кавказе, в Закавказье, Северном Иране и Ближнем Востоке.

## Экология и местообитания
Жизненный цикл вида длится два года, возможно, до трёх лет. Кормовые растения: лиственные деревья, родов: дуб (Quercus), фисташка (Pistacia) и каштан (Castanea).

## Галерея

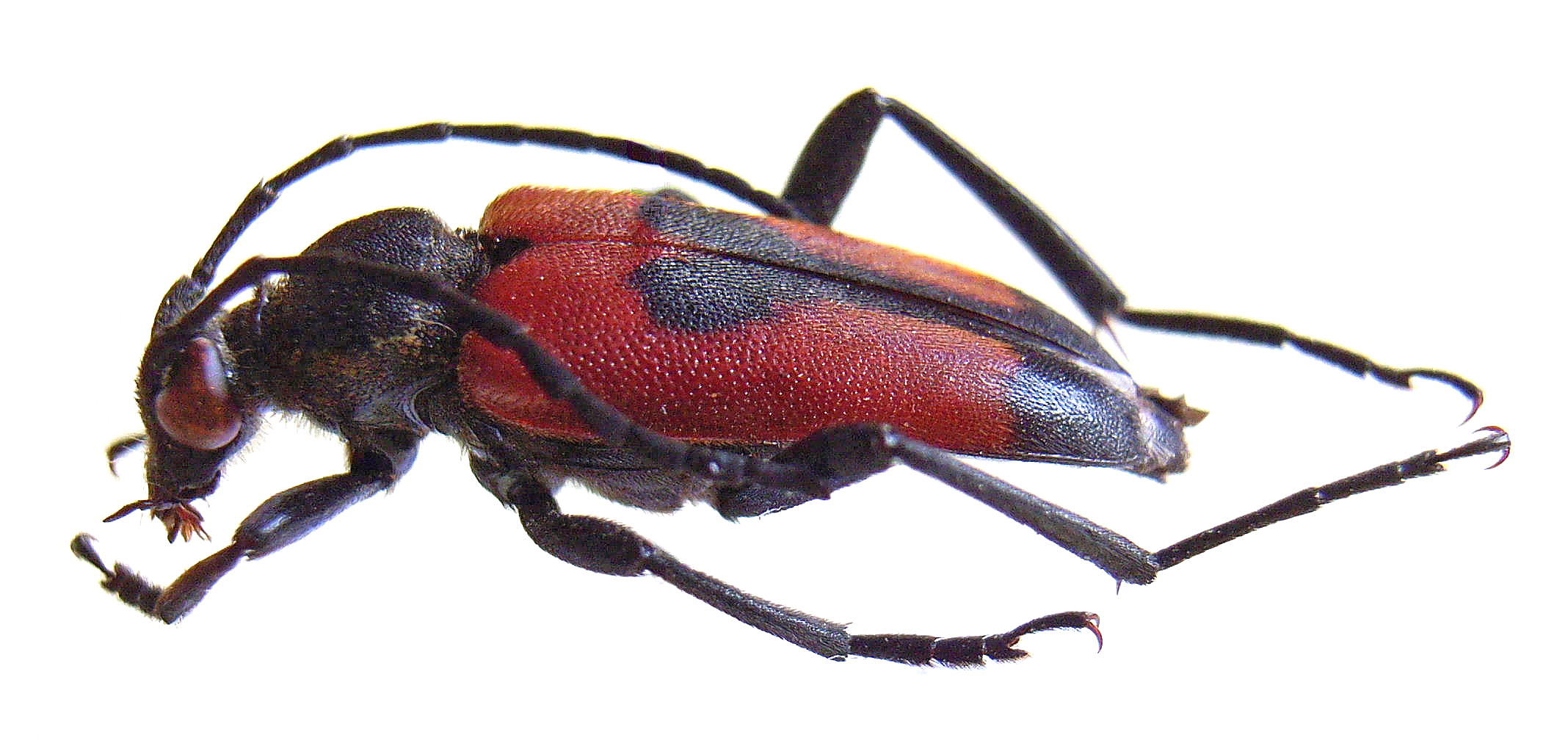
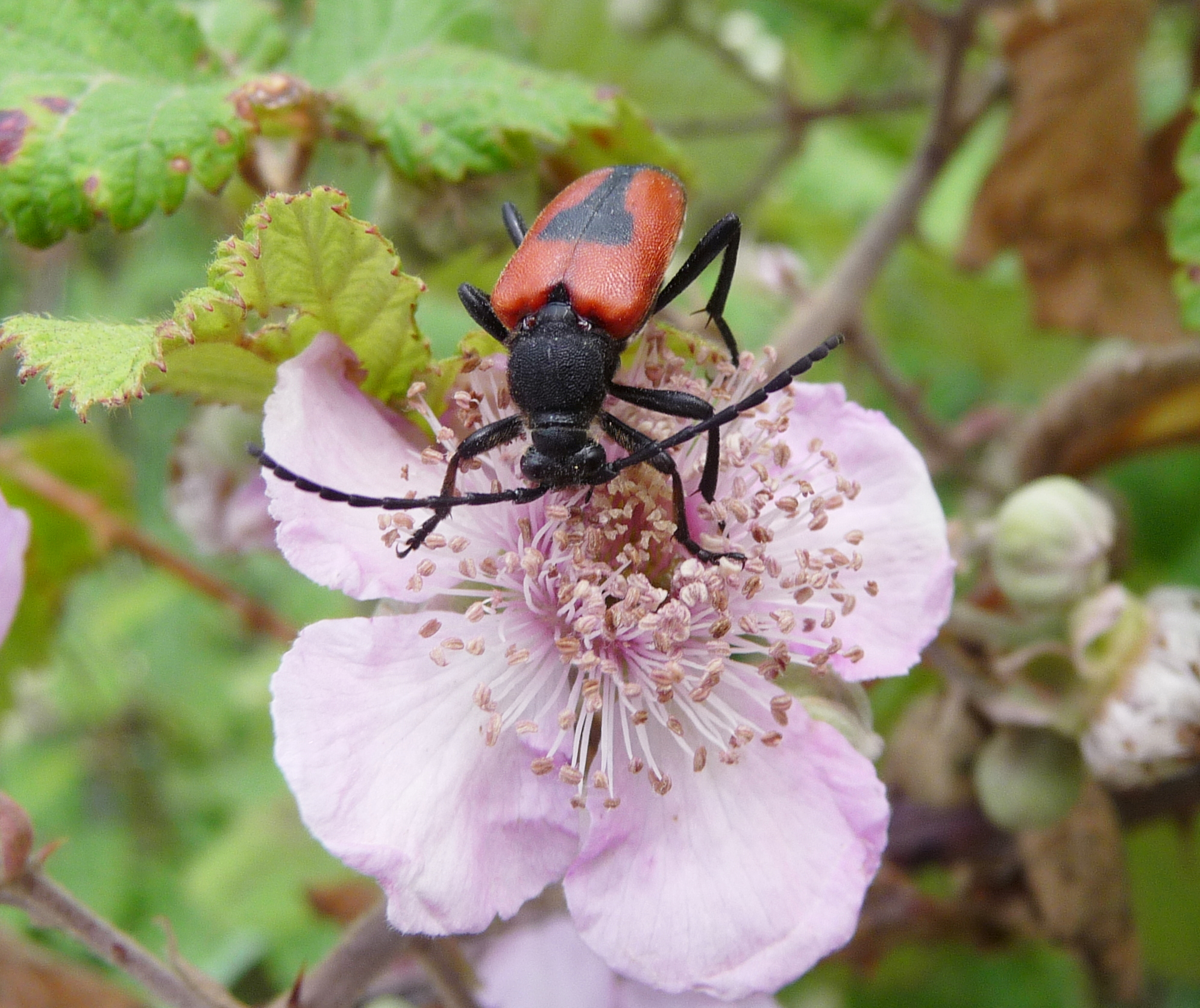
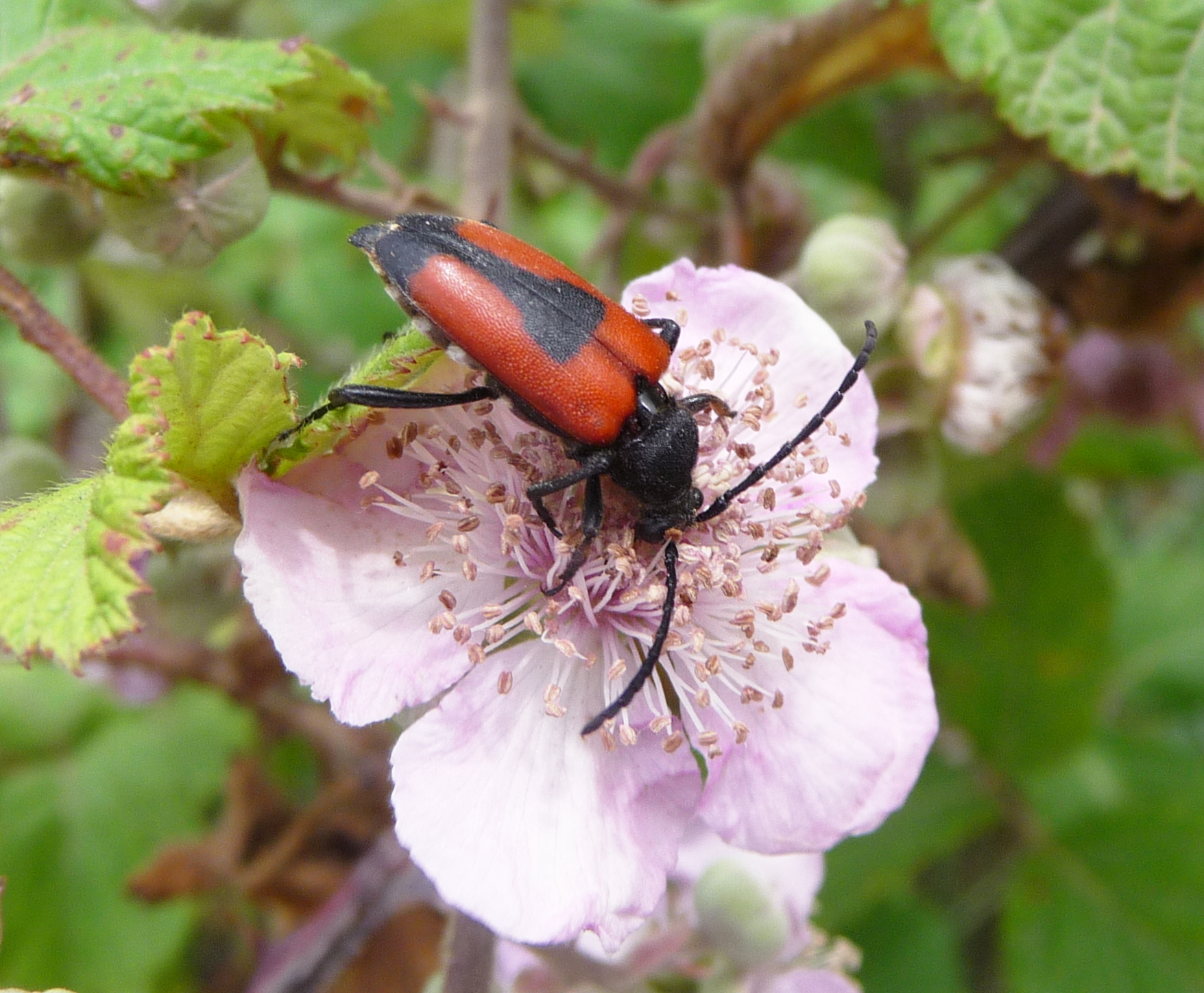